# Josef Strnadel
Josef Strnadel (23. února 1912 Trojanovice – 4. března 1986 Praha) byl moravský spisovatel, publicista, překladatel, knihovník a literární teoretik. 

## Životopis
Josef Strnadel se narodil v rodině pasekáře Filipa Strnadela (1876) a Anežky roz. Kneblové (1880). Měl dva bratry: Bohumíra a Antonína.
Vystudoval reálné gymnázium v Brně (1931) a Filozofickou fakultu Univerzitu Karlovu v Praze (r. 1937, titul PhDr. r. 1946)
Po 17. listopadu 1939 byl zatčen a do prosince 1940 vězněn v koncentračním táboře Sachsenhausen. Po propuštění pracoval až do 1951 na ministerstvu sociální péče, naposledy ve funkci odborového rady knihovní a archivní služby. V letech 1956–1977 byl ředitelem Slovanské knihovny v Praze.
Publikovat začal jako čtrnáctiletý (1926 próza v brněnském deníku Ruch), soustavněji od počátku 30. let. Verši, povídkami, překlady, fejetony, kurzivami, ale také vlastivědnými a cestopisnými články postupně přispíval do Studentského časopisu, Moravskoslezského deníku (Ostrava, úzká spolupráce s Vojtěchem Martínkem), Lubiny (Rožnov pod Radhoštěm), Venkova, Lidového deníku, Českého slova, Národního středu, Práva lidu, Hovorů o knihách, Křesťanské revue, Kvartu, Národní práce, Rozhledů po literatuře a umění, Panorámy, Prahy v týdnu, Lidových novin aj. Psal pod různými pseudonymy. Knižně debutoval románem Rok pod horami (1945).
Pozadím Strnadelovy mnohotvárné tvůrčí činnosti byla jeho organizační i publikační aktivita knihovníka; odborný charakter měl též od 30. let projevovaný zájem etnografický a folkloristický. S rodným krajem je úzce spjata rovněž jeho tvorba beletristická, k níž se odhodlal v poválečném období.

## Dílo
- Vyhnal jsem ovečky až na Javorníček
- Černá slza
- Hořká tráva
- Noc v patách
- Slunce v třezalkách
- Noc je vlak, který jede domů
- Zbojnickým chodníkem – sborník lidových písní
- O Stodolovém mistru – pohádky o pokladech, hastrmanech, černokněžnících a životě na Valašsku
- Zamrzlá studánka – pohádky z Valašska

### Editor
- Chléb poesie: čítanka z Oranienburgu, uspořádal Josef Strnadel, Moravská Ostrava; Praha: Josef Lukasík, 1945
- Chléb poesie: čítanka z Oranienburgu: výbor z poesie, která ožila v koncentračním táboře Oranienburg-Sachsenhausen, Praha: UK, Ústav dějin a Archiv Univerzity Karlovy, 2006, ISBN 80-239-7987-6[5]